# Bernd Lau
Bernd Lau (* 1943 in Burg auf Fehmarn; † 1992) war ein deutscher Hörspielregisseur.

## Leben
Bernd Lau entwickelte unter anderem zusammen mit dem Hörspiel- und Drehbuchautor Peter Steinbach und dem WDR-Dramaturgen Johann M. Kamps 1980/81 die „akustische Nullnummer“ zu dem elfteiligen Fernsehfilm Heimat. Für dieses Stück, das unter dem Titel Hell genug und trotzdem stockfinster gesendet wurde, erhielt Lau 1982 den renommierten Hörspielpreis der Kriegsblinden. Häufig arbeitete er auch mit Co-Autor/Co-Regisseur Walter Adler zusammen.
Kurz nach Beendigung seines letzten Hörspiels Der Herr der Ringe von J.R.R. Tolkien starb Bernd Lau im Alter von 49 Jahren bei einem Autounfall. Johann M. Kamps würdigte ihn mit den Worten: „Es gelang ihm wie keinem anderen, über das Ohr Filme in den Kopf hinein zu projizieren. Seine Zuhörerschaft verdankt ihm Bilder, Vorstellungen, Phantasien, die für die Augen immer verschlossen bleiben werden.“

## Hörspiele
- 1974: Michael Springer: Masta (SWF)
- 1975: Robert Sheckley: Unter Kontrolle oder Ein amerikanisches Märchen (SWF/HR)
- 1977: Michael Springer: Der Held der Pest auf Blo (SWF)
- 1978: Ulrich Horstmann: Nachrede von der atomaren Vernunft und der Geschichte. Requiem für eine Akademie (BR/SR)
- 1979: Ulrich Horstmann: Die Bunkermann-Kassette (BR)
- 1980: Bruno Klimek: Septembergeschichten (BR)
- 1982: Antonio Skármeta: Brennende Geduld (SWF/BR/SFB) ISBN 3-89584-076-9 (Hörspiel des Monats, Prix Italia)
- 1982: Carl Amery/Manfred Siebker: Finale Rettung Michigan (WDR/BR)
- 1983: Peter Steinbach: Zaunkönige (WDR)
- 1984: Dieter Hasselblatt: Besessen vom Wie (SR/RB)
- 1984: Henk Mom: Das große Los (SFB)
- 1985: Thomas Kirdorf: Die Sache (HR/SDR)
- 1986: Arkadi und Boris Strugazki: Ein Käfer im Ameisenhaufen (BR/HR)
- 1987: Michael Springer: Einfache Hinfahrt (SWR)
- 1987: Sebastian Goy: Jurtenwind (SFB/BR/NDR)
- 1989: Margaret Millar: Kannibalenherz (NDR)
- 1989 Patricia Highsmith: Der talentierte Mr. Ripley (HR/SWF/NDR)
- 1991: Mempo Giardinelli: Wie einsam sind die Toten (NDR/SWF)
- 1991: Adolf Schröder: Berger und Levin (NDR)
- 1992: John Ronald Reuel Tolkien: Der Herr Der Ringe (SWF/WDR)